# Han Seung-soo
Dans ce nom coréen, le nom de famille, Han, précède le nom personnel.
Han Seung-soo, né le 28 décembre 1936 à Chuncheon, province du Gangwon, est un diplomate et homme d'État sud-coréen. Il a été Premier ministre de la Corée du Sud du 29 février 2008 au 28 septembre 2009. Il a également été président de l'Assemblée générale des Nations unies. Il représente le Grand parti national (conservateur).

## Éducation
Han obtient une licence à l'université Yonsei en 1960, puis un master à l'université nationale de Séoul en 1963, et un doctorat d'économie à l'université d'York (Royaume-Uni) en 1968. Il a enseigné dans plusieurs universités en Angleterre et en Corée du Sud.

## Carrière politique et diplomatique

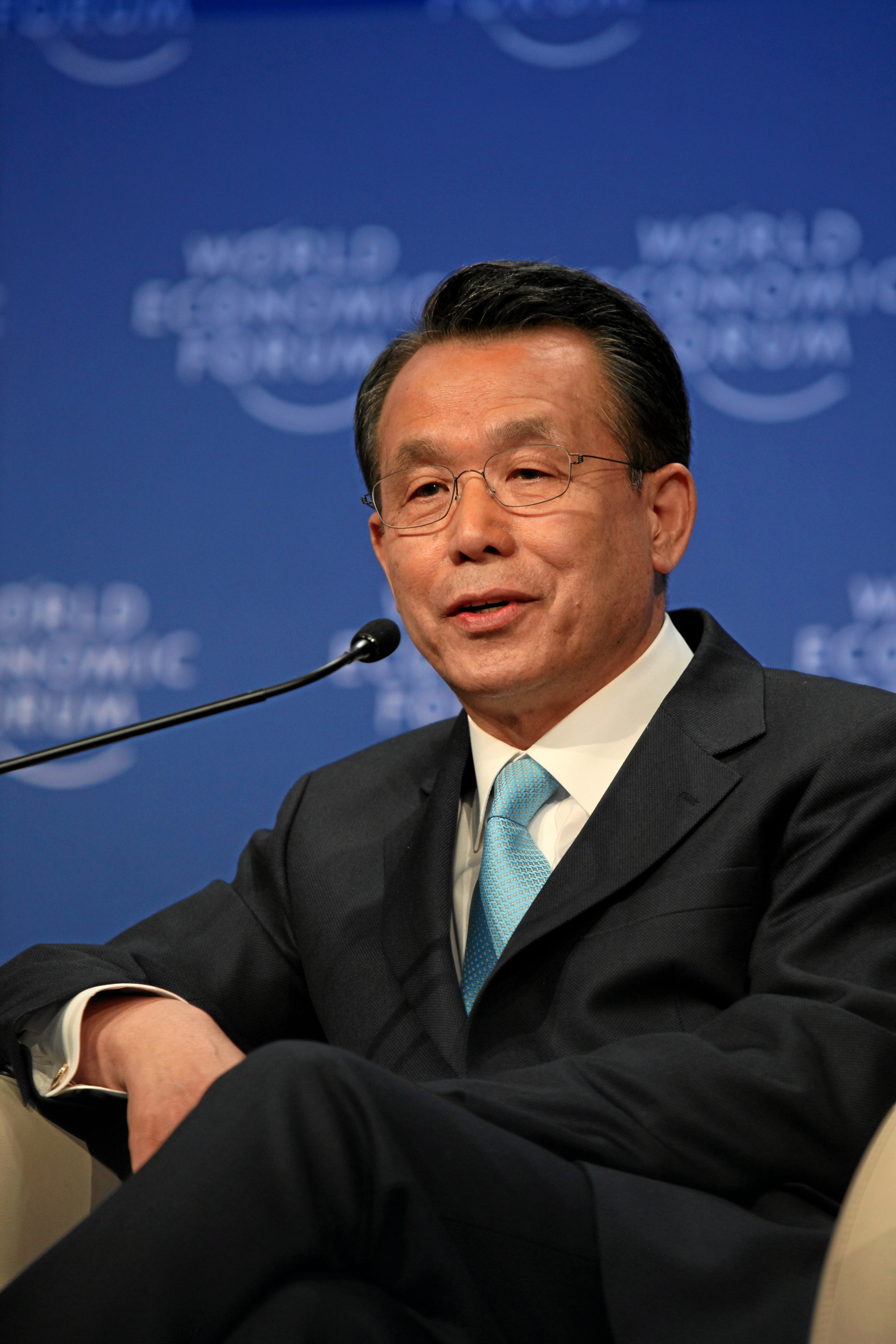
Han Seung-soo en 2009

Il est élu député à l'Assemblée nationale en 1988. De 1993 à 1994, il est ambassadeur de son pays aux États-Unis, puis conseiller principal du président Kim Young-sam de 1994 à 1995. De 1996 à 1997, il est vice-Premier ministre et ministre des Finances.
En avril 2001, il devient ministre des Affaires étrangères, puis, en septembre, président de l'Assemblée générale des Nations unies. En décembre, il reçoit le prix Nobel de la paix, au nom des Nations unies.
En 2002, il est réélu député en Corée. En mai 2007, il devient représentant spécial des Nations unies sur le changement climatique.
En janvier 2008, Lee Myung-bak, après avoir remporté l'élection présidentielle sud-coréenne, nomme Han Premier ministre. Sa nomination fut approuvée par l'Assemblée nationale, avec 174 voix pour et 94 contre.